# إشتفان ميجر
إشتفان ميجر (بالمجرية: Major István) هو منافس ألعاب قوى مجري، ولد في 20 مايو 1949 في بودابست في المجر، وتوفي في 5 مايو 2014 في تورونتو في كندا.

## وصلات خارجية
- إشتفان ميجر على موقع الاتحاد الدولي لألعاب القوى (الإنجليزية)
- إشتفان ميجر على موقع أوليمبيديا (الإنجليزية)